# Márcio Araújo (futebolista)
Márcio Rodrigues Araújo, mais conhecido apenas como Márcio Araújo (São Luís, 11 de junho de 1984), é um ex-futebolista brasileiro que atuava como volante.

## Carreira

### Início
Márcio Araújo começou no futsal do Moto Club de São Luís e iniciou a carreira nas categorias de base do Mogi Mirim em 2001.

### Atlético Mineiro
Após sua passagem pelo Corinthians Alagoano, chegou ao Atlético Mineiro no ano de 2003 através de uma parceria com o clube alagoano.

### Empréstimo ao Guarani
Permaneceu no Galo até o fim de 2004, quando em 2005, por não ser aproveitado pelo técnico Tite, foi emprestado ao Guarani de Campinas.

### Retorno ao Atlético Mineiro
Com a queda da equipe alvinegra para a Série B, o jogador voltou ao Atlético Mineiro e foi um dos destaques na campanha da volta do Galo à elite do futebol nacional em 2006.

### Empréstimo ao Kashiwa Reysol
Em 2007 participou de duas partidas do Campeonato Mineiro de 2007. Com um bom futebol, despertou atenção do Kashiwa Reysol e jogou no Japão por um ano antes de voltar para sua terceira passagem pelo alvinegro mineiro.

### Retorno ao Atlético Mineiro
Em 2008, voltou para o Centenário do Galo. Em 2009, novamente foi bem na boa campanha do time pelo Campeonato Brasileiro daquela temporada. Ao término da competição, quase foi parar no Fluminense. Em 224 partidas com a camisa do Atlético Mineiro, o volante marcou 14 gols e conquistou dois títulos.

### Palmeiras
No dia 23 de dezembro de 2009, acertou sua transferência para o Palmeiras por quatro anos. O Palmeiras pagou a multa rescisória para à Tombense, clube do interior de Minas Gerais que detinha o vínculo do jogador até o final de 2010. Os valores giraram em torno de dois milhões de reais. O time da cidade de Tombos era dono de 50% dos direitos econômicos. O restante pertencia ao atleta.
No dia 30 de junho de 2011, o jogador entrou em campo contra o Atlético Goianiense vestindo uma camisa com número 100, em razão da marca de 100 jogos pelo Palmeiras. Aos 27 minutos do primeiro tempo, Márcio Araújo deu uma assistência para Maikon Leite abrir o placar. O jogo terminou 2 a 0 para o Palmeiras. Não estando ciente da homenagem, Araújo ficou receoso e pensou em utilizar sua numeração fixa, o número 8.
Em 2012, foi campeão da Copa do Brasil.
Ao contrário dos poucos gols que marcara nas temporadas anteriores pelo clube, iniciou a temporada 2013 como artilheiro do Palmeiras, anotando gols contra times como XV de Piracicaba, Atlético Sorocaba e Mogi Mirim. O atleta também superou uma marca histórica: a de realizar mais de 250 partidas com a camisa alviverde (jogou, ao todo, 252 partidas com a camisa do clube). No dia 1 de janeiro de 2014, o jogador anunciou sua saída do Palmeiras, após quatro anos. Márcio disse que o tempo dele no time havia chegado, e preferiu não aceitar o contrato por produtividade que lhe foi oferecido.

### Flamengo
No dia 19 de fevereiro de 2014, foi anunciado como novo jogador do Flamengo. Estreou pelo rubro-negro na vitória por 2 a 1 diante do Nova Iguaçu.
Seu primeiro gol pelo Flamengo foi também o gol do título do Campeonato Carioca de 2014, perante o rival Vasco da Gama, confirmando a 33ª conquista do rubro-negro e 11 anos de jejum de triunfo estadual ao time cruz-maltino. Deixando a volta da final em 1 a 1, o tento foi marcado aos 45 do segundo tempo, após bola batida na trave por cabeceada de Wallace Reis, que a recebeu de cruzamento de escanteio. O agregado ficou em 2 a 2, tendo o Flamengo a vantagem do empate na ocasião. Araújo estava em posição irregular. Erroneamente, na súmula atribuiu-se o gol ao atacante Nixon.
Mesmo contestado, ele seguiu como titular da equipe por todo o ano de 2015.

#### 2016
No dia 18 de maio, Márcio Araújo ficou no banco de reservas e não pisou o gramado no jogo que marcou a eliminação do rubro-negro para o Fortaleza na Copa do Brasil. Com a chegada do colombiano Gustavo Cuéllar, perdeu espaço e foi para a reserva; no entanto, após a chegada do técnico Zé Ricardo, voltou a ser titular. Mesmo contestado pela torcida e pela imprensa, que viam Cuéllar com um futebol superior, terminou o primeiro turno do brasileirão, de acordo com números do Footstats, como o terceiro que mais desarma na equipe, com 2,2 roubos de bola por jogo, o melhor da equipe no quesito passes certos (97% de aproveitamento) e com e 60% de acerto nos lançamentos. Em dezembro, renovou seu vínculo com o clube por mais dois anos.

#### 2017
Com a chegada de Rômulo ao elenco rubro-negro, Márcio Araújo perdeu novamente sua condição de titular. A última vez em que ele não havia sido titular em partidas em que esteve relacionado havia ocorrido há 259 dias. Perdeu a titularidade definitiva da equipe somente no dia 1 de fevereiro, em partida diante do Macaé, válida pela segunda rodada do Carioca. Algumas partidas depois, com a lesão do mesmo Rômulo, Araújo retomou sua condição de titular. E passou a fazer boas partidas, a ponto, inclusive, de ser aplaudido pela torcida. Carlos Eduardo Lino, comentarista do SporTV, elogiou seu momento: "quem ainda discute a presença dele, precisa repensar no que acha que entende de futebol", disse ele.
No dia 19 de julho, completou 200 jogos pelo Flamengo.

### Chapecoense
No dia 5 de janeiro de 2018, foi anunciado como novo jogador da Chapecoense.
Não renovou o seu contrato no final de 2019, após o Campeonato Brasileiro, e deixou o clube no dia 13 de fevereiro de 2020.

### CSA
Foi anunciado pelo CSA no dia 17 de fevereiro de 2020.
Deixou o clube no dia 7 de outubro de 2020.

### Sport
No mesmo dia que rescindiu o contrato com o CSA, foi anunciado pelo Sport.

### Sampaio Corrêa
Em 26 de julho de 2021, foi contratado pelo Sampaio Corrêa.

### IAPE
Em 15 de setembro de 2022, o IAPE anunciou a sua contratação para a disputa da Copa FMF.

### Aposentadoria
Embora não tenha feito um anúncio oficial, acabou revelando sua aposentadoria no dia 16 de abril de 2023, ao ser entrevistado durante um evento de Beach Tennis em que acompanhava sua esposa. Revelou que parou de jogar ainda em 2022, após não se recuperar de cirurgias no calcanhar.

## Estilo de jogo
Conforme Paulo Calçade, da ESPN, Márcio Araújo tem uma leitura de jogo após a perda de bola do time que poucos têm. Segundo Fred Gomes, "Márcio não é homem de rachar, mas sim de surpreender o adversário com sua velocidade. (...) Ele flutua e rouba bolas na surpresa, geralmente correndo por trás do adversário".
Além disso, segundo Leonardo Bertozzi, da ESPN, Márcio é um jogador extremamente raçudo e dedicado, e são essas qualidades que fizeram dele titular em todas as equipes que passou, mesmo sendo contestado pelas torcidas.
Para o comentarista Rica Perrone, Marcio Araújo é um "mal necessário" a qualquer elenco, porque sua disposição e posição tática devolvem ao time alguns talentos, que se sacrificam menos para recompor, já que esta é sua função.

## Estatísticas
Até 18 de novembro de 2021.

### Clubes
| Clube                | Temporada         | Campeonato nacional | Campeonato nacional | Campeonato nacional | Copa nacional[a] | Copa nacional[a] | Copa nacional[a] | Competições continentais[b] | Competições continentais[b] | Competições continentais[b] | Outros torneios[c] | Outros torneios[c] | Outros torneios[c] | Total | Total | Total   |
| Clube                | Temporada         | Jogos               | Gols                | Assist.             | Jogos            | Gols             | Assist.          | Jogos                       | Gols                        | Assist.                     | Jogos              | Gols               | Assist.            | Jogos | Gols  | Assist. |
| -------------------- | ----------------- | ------------------- | ------------------- | ------------------- | ---------------- | ---------------- | ---------------- | --------------------------- | --------------------------- | --------------------------- | ------------------ | ------------------ | ------------------ | ----- | ----- | ------- |
| Corinthians Alagoano | 2003              | —                   | —                   | —                   | —                | —                | —                | —                           | —                           | —                           | 0                  | 0                  | 0                  | 0     | 0     | 0       |
| Corinthians Alagoano | Total             | 0                   | 0                   | 0                   | 0                | 0                | 0                | 0                           | 0                           | 0                           | 0                  | 0                  | 0                  | 0     | 0     | 0       |
| Atlético Mineiro     | 2003              | 1                   | 0                   | 0                   | —                | —                | —                | —                           | —                           | —                           | —                  | —                  | —                  | 1     | 0     | 0       |
| Atlético Mineiro     | 2004              | —                   | —                   | —                   | —                | —                | —                | —                           | —                           | —                           | 1                  | 0                  | 0                  | 1     | 0     | 0       |
| Atlético Mineiro     | Total             | 1                   | 0                   | 0                   | 0                | 0                | 0                | 0                           | 0                           | 0                           | 1                  | 0                  | 0                  | 2     | 0     | 0       |
| Guarani              | 2005              | 35                  | 1                   | 0                   | —                | —                | —                | —                           | —                           | —                           | —                  | —                  | —                  | 35    | 1     | 0       |
| Guarani              | Total             | 35                  | 1                   | 0                   | 0                | 0                | 0                | 0                           | 0                           | 0                           | 0                  | 0                  | 0                  | 35    | 1     | 0       |
| Atlético Mineiro     | 2006              | 8                   | 1                   | 0                   | —                | —                | —                | —                           | —                           | —                           | —                  | —                  | —                  | 8     | 1     | 0       |
| Atlético Mineiro     | 2007              | —                   | —                   | —                   | —                | —                | —                | —                           | —                           | —                           | 2                  | 0                  | 0                  | 2     | 0     | 0       |
| Atlético Mineiro     | Total             | 8                   | 1                   | 0                   | 0                | 0                | 0                | 0                           | 0                           | 0                           | 2                  | 0                  | 0                  | 10    | 1     | 0       |
| Kashiwa Reysol       | 2007              | 5                   | 0                   | 0                   | 4                | 0                | 0                | —                           | —                           | —                           | —                  | —                  | —                  | 9     | 0     | 0       |
| Kashiwa Reysol       | Total             | 5                   | 0                   | 0                   | 4                | 0                | 0                | 0                           | 0                           | 0                           | 0                  | 0                  | 0                  | 9     | 0     | 0       |
| Atlético Mineiro     | 2008              | 35                  | 2                   | 2                   | 8                | 3                | 0                | 2                           | 0                           | 0                           | 14                 | 1                  | 0                  | 59    | 6     | 2       |
| Atlético Mineiro     | 2009              | 26                  | 2                   | 3                   | 5                | 0                | 0                | —                           | —                           | —                           | 17                 | 2                  | 0                  | 48    | 4     | 3       |
| Atlético Mineiro     | Total             | 61                  | 4                   | 5                   | 13               | 3                | 0                | 2                           | 0                           | 0                           | 31                 | 3                  | 0                  | 107   | 10    | 5       |
| Palmeiras            | 2010              | 33                  | 2                   | 0                   | 7                | 0                | 0                | 8                           | 0                           | 0                           | 18                 | 0                  | 0                  | 66    | 2     | 0       |
| Palmeiras            | 2011              | 35                  | 0                   | 1                   | 7                | 0                | 0                | 1                           | 0                           | 0                           | 21                 | 1                  | 0                  | 64    | 1     | 1       |
| Palmeiras            | 2012              | 28                  | 1                   | 1                   | 10               | 0                | 0                | 3                           | 0                           | 0                           | 20                 | 0                  | 0                  | 61    | 1     | 1       |
| Palmeiras            | 2013              | 35                  | 0                   | 0                   | 2                | 0                | 0                | 8                           | 0                           | 0                           | 16                 | 3                  | 2                  | 61    | 3     | 2       |
| Palmeiras            | Total             | 131                 | 3                   | 2                   | 26               | 0                | 0                | 20                          | 0                           | 0                           | 75                 | 4                  | 2                  | 252   | 7     | 4       |
| Flamengo             | 2014              | 32                  | 2                   | 0                   | 6                | 0                | 0                | —                           | —                           | —                           | 9                  | 1                  | 1                  | 47    | 3     | 1       |
| Flamengo             | 2015              | 33                  | 0                   | 0                   | 7                | 0                | 2                | —                           | —                           | —                           | 23                 | 0                  | 2                  | 63    | 0     | 4       |
| Flamengo             | 2016              | 36                  | 0                   | 0                   | 0                | 0                | 0                | 3                           | 0                           | 0                           | 14                 | 0                  | 1                  | 53    | 0     | 1       |
| Flamengo             | 2017              | 27                  | 0                   | 1                   | 5                | 0                | 0                | 9                           | 0                           | 0                           | 15                 | 0                  | 0                  | 56    | 0     | 1       |
| Flamengo             | Total             | 128                 | 2                   | 1                   | 18               | 0                | 2                | 12                          | 0                           | 0                           | 61                 | 1                  | 4                  | 219   | 3     | 7       |
| Chapecoense          | 2018              | 30                  | 0                   | 0                   | 4                | 0                | 0                | 2                           | 0                           | 0                           | 12                 | 0                  | 0                  | 48    | 0     | 0       |
| Chapecoense          | 2019              | 36                  | 0                   | 0                   | 6                | 0                | 0                | 2                           | 0                           | 0                           | 11                 | 1                  | 0                  | 55    | 1     | 0       |
| Chapecoense          | Total             | 66                  | 0                   | 0                   | 10               | 0                | 0                | 4                           | 0                           | 0                           | 23                 | 1                  | 0                  | 103   | 1     | 0       |
| CSA                  | 2020              | 9                   | 0                   | 0                   | 0                | 0                | 0                | —                           | —                           | —                           | 5                  | 0                  | 0                  | 14    | 0     | 0       |
| CSA                  | Total             | 9                   | 0                   | 0                   | 0                | 0                | 0                | —                           | —                           | —                           | 5                  | 0                  | 0                  | 14    | 0     | 0       |
| Sport                | 2020–21           | 10                  | 0                   | 0                   | —                | —                | —                | —                           | —                           | —                           | —                  | —                  | —                  | 10    | 0     | 0       |
| Sport                | 2021              | 0                   | 0                   | 0                   | 0                | 0                | 0                | —                           | —                           | —                           | 4                  | 0                  | 0                  | 4     | 0     | 0       |
| Sport                | Total             | 10                  | 0                   | 0                   | 0                | 0                | 0                | —                           | —                           | —                           | 4                  | 0                  | 0                  | 14    | 0     | 0       |
| Sampaio Corrêa       | 2021              | 12                  | 0                   | 0                   | —                | —                | —                | —                           | —                           | —                           | —                  | —                  | —                  | 12    | 0     | 0       |
| Sampaio Corrêa       | Total             | 0                   | 0                   | 0                   | —                | —                | —                | —                           | —                           | —                           | —                  | —                  | —                  | 0     | 0     | 0       |
| Total na carreira    | Total na carreira | 466                 | 11                  | 8                   | 71               | 3                | 2                | 38                          | 0                           | 0                           | 202                | 9                  | 6                  | 777   | 23    | 16      |

- a. ^ Jogos da Copa da Liga Japonesa e Copa do Brasil
- b. ^ Jogos da Copa Sul-Americana e Copa Libertadores
- c. ^ Jogos do Campeonato Mineiro, Jogo amistoso, Campeonato Internacional de Verano, Campeonato Paulista, Campeonato Carioca, Granada Cup, Super Series, Troféu Asa Branca, Taça Chico Science e Primeira Liga do Brasil

|          | Data                    | Local                                                   | Resultado | Adversário             | Gols | Assist. | Competição                           |
| -------- | ----------------------- | ------------------------------------------------------- | --------- | ---------------------- | ---- | ------- | ------------------------------------ |
| Flamengo |                         |                                                         |           |                        |      |         |                                      |
| 1.       | 1 de março de 2014      | Maracanã, Rio de Janeiro, Brasil                        | 2–1       | Nova Iguaçu            | 0    | 0       | Campeonato Carioca de 2014           |
| 2.       | 5 de março de 2014      | Raulino de Oliveira, Volta Redonda, Brasil              | 2–0       | Bonsucesso             | 0    | 0       | Campeonato Carioca de 2014           |
| 3.       | 9 de março de 2014      | Maracanã, Rio de Janeiro, Brasil                        | 2–0       | Botafogo               | 0    | 1       | Campeonato Carioca de 2014           |
| 4.       | 16 de março de 2014     | Raulino de Oliveira, Volta Redonda, Brasil              | 2–2       | Bangu                  | 0    | 0       | Campeonato Carioca de 2014           |
| 5.       | 23 de março de 2014     | Maracanã, Rio de Janeiro, Brasil                        | 5–3       | Cabofriense            | 0    | 0       | Campeonato Carioca de 2014           |
| 6.       | 26 de março de 2014     | Maracanã, Rio de Janeiro, Brasil                        | 3–0       | Cabofriense            | 0    | 0       | Campeonato Carioca de 2014           |
| 7.       | 29 de março de 2014     | Maracanã, Rio de Janeiro, Brasil                        | 3–1       | Cabofriense            | 0    | 0       | Campeonato Carioca de 2014           |
| 8.       | 6 de abril de 2014      | Maracanã, Rio de Janeiro, Brasil                        | 1–1       | Vasco da Gama          | 0    | 0       | Campeonato Carioca de 2014           |
| 9.       | 13 de abril de 2014     | Maracanã, Rio de Janeiro, Brasil                        | 1–1       | Vasco da Gama          | 1    | 0       | Campeonato Carioca de 2014           |
| 10.      | 20 de abril de 2014     | Mané Garrincha, Brasília, Brasil                        | 0–2       | Goiás                  | 0    | 0       | Campeonato Brasileiro de 2014        |
| 11.      | 27 de abril de 2014     | Pacaembu, São Paulo, Brasil                             | 0–2       | Corinthians            | 0    | 0       | Campeonato Brasileiro de 2014        |
| 12.      | 4 de maio de 2014       | Maracanã, Rio de Janeiro, Brasil                        | 4–2       | Palmeiras              | 1    | 0       | Campeonato Brasileiro de 2014        |
| 13.      | 11 de maio de 2014      | Maracanã, Rio de Janeiro, Brasil                        | 0–2       | Fluminense             | 0    | 0       | Campeonato Brasileiro de 2014        |
| 14.      | 18 de maio de 2014      | Maracanã, Rio de Janeiro, Brasil                        | 0–2       | São Paulo              | 0    | 0       | Campeonato Brasileiro de 2014        |
| 15.      | 21 de maio de 2014      | Moacyrzão, Macaé, Brasil                                | 1–1       | Bahia                  | 0    | 0       | Campeonato Brasileiro de 2014        |
| 16.      | 25 de maio de 2014      | Morumbi, São Paulo, Brasil                              | 0–0       | Santos                 | 0    | 0       | Campeonato Brasileiro de 2014        |
| 17.      | 29 de maio de 2014      | Morumbi, São Paulo, Brasil                              | 1–1       | Figueirense            | 0    | 0       | Campeonato Brasileiro de 2014        |
| 18.      | 1 de junho de 2014      | Parque do Sabiá, Uberlândia, Brasil                     | 0–3       | Cruzeiro               | 0    | 0       | Campeonato Brasileiro de 2014        |
| 19.      | 20 de julho de 2014     | Beira Rio, Porto Alegre, Brasil                         | 0–4       | Internacional          | 0    | 0       | Campeonato Brasileiro de 2014        |
| 20.      | 3 de agosto de 2014     | Arena Condá, Chapecó, Brasil                            | 0–1       | Chapecoense            | 0    | 0       | Campeonato Brasileiro de 2014        |
| 21.      | 17 de agosto de 2014    | Couto Pereira, Curitiba, Brasil                         | 1–0       | Coritiba               | 0    | 0       | Campeonato Brasileiro de 2014        |
| 22.      | 20 de agosto de 2014    | Maracanã, Rio de Janeiro, Brasil                        | 2–1       | Atlético Mineiro       | 0    | 0       | Campeonato Brasileiro de 2014        |
| 23.      | 24 de agosto de 2014    | Heriberto Hülse, Criciúma, Brasil                       | 2–0       | Criciúma               | 0    | 0       | Campeonato Brasileiro de 2014        |
| 24.      | 27 de agosto de 2014    | Couto Pereira, Curitiba, Brasil                         | 0–3       | Coritiba               | 0    | 0       | Copa do Brasil de 2014               |
| 25.      | 31 de agosto de 2014    | Barradão, Salvador, Brasil                              | 2–1       | Vitória                | 0    | 0       | Campeonato Brasileiro de 2014        |
| 26.      | 3 setembro de 2014      | Maracanã, Rio de Janeiro, Brasil                        | 3–0 (3–2) | Coritiba               | 0    | 0       | Copa do Brasil de 2014               |
| 27.      | 6 de setembro de 2014   | Maracanã, Rio de Janeiro, Brasil                        | 0–1       | Grêmio                 | 0    | 0       | Campeonato Brasileiro de 2014        |
| 28.      | 10 de setembro de 2014  | Arena Pantanal, Cuiabá, Brasil                          | 0–1       | Goiás                  | 0    | 0       | Campeonato Brasileiro de 2014        |
| 29.      | 14 de setembro de 2014  | Maracanã, Rio de Janeiro, Brasil                        | 1–0       | Corinthians            | 0    | 0       | Campeonato Brasileiro de 2014        |
| 30.      | 17 de setembro de 2014  | Pacaembu, São Paulo, Brasil                             | 1–1       | Palmeiras              | 0    | 0       | Campeonato Brasileiro de 2014        |
| 31.      | 21 de setembro de 2014  | Maracanã, Rio de Janeiro, Brasil                        | 1–1       | Fluminense             | 0    | 0       | Campeonato Brasileiro de 2014        |
| 32.      | 24 de setembro de 2014  | Morumbi, São Paulo, Brasil                              | 2–2       | São Paulo              | 0    | 0       | Campeonato Brasileiro de 2014        |
| 33.      | 28 de setembro de 2014  | Arena Fonte Nova, Salvador, Brasil                      | 1–1       | Bahia                  | 0    | 0       | Campeonato Brasileiro de 2014        |
| 34.      | 1 de outubro de 2014    | Arena das Dunas, Natal, Brasil                          | 1–0       | América                | 0    | 0       | Copa do Brasil de 2014               |
| 35.      | 4 de outubro de 2014    | Maracanã, Rio de Janeiro, Brasil                        | 0–1       | Santos                 | 0    | 0       | Campeonato Brasileiro de 2014        |
| 36.      | 8 de outubro de 2014    | Orlando Scarpelli, Florianópolis, Brasil                | 2–1       | Figueirense            | 0    | 0       | Campeonato Brasileiro de 2014        |
| 37.      | 12 de outubro de 2014   | Maracanã, Rio de Janeiro, Brasil                        | 3–0       | Cruzeiro               | 0    | 0       | Campeonato Brasileiro de 2014        |
| 38.      | 15 de outubro de 2014   | Maracanã, Rio de Janeiro, Brasil                        | 1–0       | América                | 0    | 0       | Copa do Brasil de 2014               |
| 39.      | 22 de outubro de 2014   | Maracanã, Rio de Janeiro, Brasil                        | 2–0       | Internacional          | 0    | 0       | Campeonato Brasileiro de 2014        |
| 40.      | 29 de outubro de 2014   | Maracanã, Rio de Janeiro, Brasil                        | 2–0       | Atlético Mineiro       | 0    | 0       | Copa do Brasil de 2014               |
| 41.      | 2 de novembro de 2014   | Maracanã, Rio de Janeiro, Brasil                        | 3–0       | Chapecoense            | 0    | 0       | Campeonato Brasileiro de 2014        |
| 42.      | 5 de novembro de 2014   | Mineirão, Belo Horizonte, Brasil                        | 4–1       | Atlético Mineiro       | 0    | 0       | Copa do Brasil de 2014               |
| 43.      | 9 de novembro de 2014   | Itaipava Arena Pernambuco, São Lourenço da Mata, Brasil | 2–2       | Sport                  | 1    | 0       | Campeonato Brasileiro de 2014        |
| 44.      | 16 de novembro de 2014  | Maracanã, Rio de Janeiro, Brasil                        | 3–2       | Coritiba               | 0    | 0       | Campeonato Brasileiro de 2014        |
| 45.      | 19 de novembro de 2014  | Independência, Belo Horizonte, Brasil                   | 0–4       | Atlético Mineiro       | 0    | 0       | Campeonato Brasileiro de 2014        |
| 46.      | 23 de novembro de 2014  | Castelão, São Luís, Brasil                              | 1–1       | Criciúma               | 0    | 0       | Campeonato Brasileiro de 2014        |
| 47.      | 29 de novembro de 2014  | Vivaldo Lima, Manaus, Brasil                            | 4–0       | Vitória                | 0    | 0       | Campeonato Brasileiro de 2014        |
| 48.      | 18 de janeiro de 2015   | Mané Garrincha, Brasília, Brasil                        | 0–0       | Shakhtar Donetsk       | 0    | 0       | Granada Cup                          |
| 49.      | 21 de janeiro de 2015   | Vivaldo Lima, Manaus, Brasil                            | 1–0       | Vasco da Gama          | 0    | 0       | Super Series                         |
| 50.      | 25 de janeiro de 2015   | Vivaldo Lima, Manaus, Brasil                            | 1–0       | São Paulo              | 0    | 0       | Super Series                         |
| 51.      | 31 de janeiro de 2015   | Moacyrzão, Macaé, Brasil                                | 1–1       | Macaé                  | 0    | 0       | Campeonato Carioca de 2015           |
| 52.      | 4 de fevereiro de 2015  | Maracanã, Rio de Janeiro, Brasil                        | 4–0       | Barra Mansa            | 0    | 0       | Campeonato Carioca de 2015           |
| 53.      | 7 de fevereiro de 2015  | Raulino de Oliveira, Volta Redonda, Brasil              | 2–1       | Resende                | 0    | 0       | Campeonato Carioca de 2015           |
| 54.      | 11 de fevereiro de 2015 | Maracanã, Rio de Janeiro, Brasil                        | 5–1       | Cabofriense            | 0    | 0       | Campeonato Carioca de 2015           |
| 55.      | 19 de fevereiro de 2015 | Maracanã, Rio de Janeiro, Brasil                        | 2–0       | Boavista               | 0    | 0       | Campeonato Carioca de 2015           |
| 56.      | 22 de fevereiro de 2015 | Raulino de Oliveira, Volta Redonda, Brasil              | 1–1       | Madureira              | 0    | 0       | Campeonato Carioca de 2015           |
| 57.      | 25 de fevereiro de 2015 | Bento Freitas, Pelotas, Brasil                          | 2–1       | Brasil de Pelotas      | 0    | 0       | Copa do Brasil de 2015               |
| 58.      | 1 de março de 2015      | Maracanã, Rio de Janeiro, Brasil                        | 0–1       | Botafogo               | 0    | 0       | Campeonato Carioca de 2015           |
| 59.      | 4 de março de 2015      | Maracanã, Rio de Janeiro, Brasil                        | 2–0       | Nacional               | 0    | 0       | Amistoso                             |
| 60.      | 7 de março de 2015      | Nilton Santos, Rio de Janeiro, Brasil                   | 2–0       | Friburguense           | 0    | 0       | Campeonato Carioca de 2015           |
| 61.      | 11 de março de 2015     | Maracanã, Rio de Janeiro, Brasil                        | 2–1       | Volta Redonda          | 0    | 0       | Campeonato Carioca de 2015           |
| 62.      | 14 de março de 2015     | Los Larios, Duque de Caxias, Brasil                     | 3–1       | Tigres do Brasil       | 0    | 1       | Campeonato Carioca de 2015           |
| 63.      | 18 de março de 2015     | Maracanã, Rio de Janeiro, Brasil                        | 2–0       | Brasil de Pelotas      | 0    | 1       | Copa do Brasil de 2015               |
| 64.      | 22 de março de 2015     | Maracanã, Rio de Janeiro, Brasil                        | 2–1       | Vasco da Gama          | 0    | 0       | Campeonato Carioca de 2015           |
| 65.      | 25 de março de 2015     | Maracanã, Rio de Janeiro, Brasil                        | 2–1       | Bangu                  | 0    | 0       | Campeonato Carioca de 2015           |
| 66.      | 28 de março de 2015     | Nilton Santos, Rio de Janeiro, Brasil                   | 2–0       | Bonsucesso             | 0    | 0       | Campeonato Carioca de 2015           |
| 67.      | 5 de abril de 2015      | Maracanã, Rio de Janeiro, Brasil                        | 3–0       | Fluminense             | 0    | 1       | Campeonato Carioca de 2015           |
| 68.      | 12 de abril de 2015     | Maracanã, Rio de Janeiro, Brasil                        | 0–0       | Vasco da Gama          | 0    | 0       | Campeonato Carioca de 2015           |
| 69.      | 19 de abril de 2015     | Maracanã, Rio de Janeiro, Brasil                        | 0–1       | Vasco da Gama          | 0    | 0       | Campeonato Carioca de 2015           |
| 70.      | 22 de abril de 2015     | Salgueirão, Salgueiro, Brasil                           | 2–0       | Salgueiro              | 0    | 1       | Copa do Brasil de 2015               |
| 71.      | 2 de maio de 2015       | Romeirão, Juazeiro do Norte, Brasil                     | 1–0       | Icasa                  | 0    | 0       | Amistoso                             |
| 72.      | 17 de maio de 2015      | Maracanã, Rio de Janeiro, Brasil                        | 2–2       | Sport                  | 0    | 0       | Campeonato Brasileiro de 2015        |
| 73.      | 24 de maio de 2015      | Ressacada, Florianópolis, Brasil                        | 1–2       | Avaí                   | 0    | 0       | Campeonato Brasileiro de 2015        |
| 74.      | 27 de maio de 2015      | Maracanã, Rio de Janeiro, Brasil                        | 1–1       | Náutico                | 0    | 0       | Copa do Brasil de 2015               |
| 75.      | 3 de junho de 2015      | Mineirão, Belo Horizonte, Brasil                        | 0–1       | Cruzeiro               | 0    | 0       | Campeonato Brasileiro de 2015        |
| 76.      | 6 de junho de 2015      | Maracanã, Rio de Janeiro, Brasil                        | 1–0       | Chapecoense            | 0    | 0       | Campeonato Brasileiro de 2015        |
| 77.      | 13 de junho de 2015     | Couto Pereira, Curitiba, Brasil                         | 1–0       | Coritiba               | 0    | 0       | Campeonato Brasileiro de 2015        |
| 78.      | 20 de junho de 2015     | Maracanã, Rio de Janeiro, Brasil                        | 0–2       | Atlético Mineiro       | 0    | 0       | Campeonato Brasileiro de 2015        |
| 79.      | 28 de junho de 2015     | Arena Pantanal, Cuiabá, Brasil                          | 0–1       | Vasco da Gama          | 0    | 0       | Campeonato Brasileiro de 2015        |
| 80.      | 1 de julho de 2015      | Arena Joinville, Joinville, Brasil                      | 1–0       | Joinville              | 0    | 0       | Campeonato Brasileiro de 2015        |
| 81.      | 8 de julho de 2015      | Beira-Rio, Porto Alegre, Brasil                         | 2–1       | Internacional          | 0    | 0       | Campeonato Brasileiro de 2015        |
| 82.      | 15 de julho de 2015     | Arena Pernambuco, São Lourenço da Mata, Brasil          | 2–0       | Náutico                | 0    | 0       | Copa do Brasil de 2015               |
| 83.      | 18 de julho de 2015     | Maracanã, Rio de Janeiro, Brasil                        | 1–0       | Grêmio                 | 0    | 0       | Campeonato Brasileiro de 2015        |
| 84.      | 26 de julho de 2015     | Serra Dourada, Goiânia, Brasil                          | 1–0       | Goiás                  | 0    | 0       | Campeonato Brasileiro de 2015        |
| 85.      | 2 de agosto de 2015     | Maracanã, Rio de Janeiro, Brasil                        | 2–2       | Santos                 | 0    | 0       | Campeonato Brasileiro de 2015        |
| 86.      | 9 de agosto de 2015     | Estádio Moisés Lucarelli, Campinas, Brasil              | 0–1       | Ponte Preta            | 0    | 0       | Campeonato Brasileiro de 2015        |
| 87.      | 12 de agosto de 2015    | Maracanã, Rio de Janeiro, Brasil                        | 3–2       | Atlético Paranaense    | 0    | 0       | Campeonato Brasileiro de 2015        |
| 88.      | 16 de agosto de 2015    | Allianz Parque, São Paulo, Brasil                       | 2–4       | Palmeiras              | 0    | 0       | Campeonato Brasileiro de 2015        |
| 89.      | 19 de agosto de 2015    | Maracanã, Rio de Janeiro, Brasil                        | 0–1       | Vasco da Gama          | 0    | 0       | Copa do Brasil de 2015               |
| 90.      | 23 de agosto de 2015    | Maracanã, Rio de Janeiro, Brasil                        | 2–1       | São Paulo              | 0    | 0       | Campeonato Brasileiro de 2015        |
| 91.      | 26 de agosto de 2015    | Maracanã, Rio de Janeiro, Brasil                        | 1–1       | Vasco da Gama          | 0    | 0       | Copa do Brasil de 2015               |
| 92.      | 30 de agosto de 2015    | Arena Pernambuco, São Lourenço da Mata, Brasil          | 1–0       | Sport                  | 0    | 0       | Campeonato Brasileiro de 2015        |
| 93.      | 2 de setembro de 2015   | Arena das Dunas, Natal, Brasil                          | 3–0       | Avaí                   | 0    | 0       | Campeonato Brasileiro de 2015        |
| 94.      | 6 de setembro de 2015   | Maracanã, Rio de Janeiro, Brasil                        | 3–1       | Fluminense             | 0    | 0       | Campeonato Brasileiro de 2015        |
| 95.      | 13 de setembro de 2015  | Arena Condá, Chapecó, Brasil                            | 3–1       | Chapecoense            | 0    | 0       | Campeonato Brasileiro de 2015        |
| 96.      | 17 de setembro de 2015  | Mané Garrincha, Brasília, Brasil                        | 0–2       | Coritiba               | 0    | 0       | Campeonato Brasileiro de 2015        |
| 97.      | 20 de setembro de 2015  | Independência, Belo Horizonte, Brasil                   | 1–4       | Atlético Mineiro       | 0    | 0       | Campeonato Brasileiro de 2015        |
| 98.      | 27 de setembro de 2015  | Maracanã, Rio de Janeiro, Brasil                        | 1–2       | Vasco da Gama          | 0    | 0       | Campeonato Brasileiro de 2015        |
| 99.      | 4 de outubro de 2015    | Maracanã, Rio de Janeiro, Brasil                        | 2–0       | Joinville              | 0    | 0       | Campeonato Brasileiro de 2015        |
| 100.     | 11 de outubro de 2015   | Kléber Andrade, Cariacica, Brasil                       | 4–0       | Desportiva Ferroviária | 0    | 0       | Amistoso                             |
| 101.     | 14 de outubro de 2015   | Orlando Scarpelli, Florianópolis, Brasil                | 0–3       | Figueirense            | 0    | 0       | Campeonato Brasileiro de 2015        |
| 102.     | 18 de outubro de 2015   | Maracanã, Rio de Janeiro, Brasil                        | 0–1       | Internacional          | 0    | 0       | Campeonato Brasileiro de 2015        |
| 103.     | 25 de outubro de 2015   | Arena Corinthians, São Paulo, Brasil                    | 0–1       | Corinthians            | 0    | 0       | Campeonato Brasileiro de 2015        |
| 104.     | 1 de novembro de 2015   | Arena do Grêmio, Porto Alegre, Brasil                   | 0–2       | Grêmio                 | 0    | 0       | Campeonato Brasileiro de 2015        |
| 105.     | 8 de novembro de 2015   | Maracanã, Rio de Janeiro, Brasil                        | 4–1       | Goiás                  | 0    | 0       | Campeonato Brasileiro de 2015        |
| 106.     | 15 de novembro de 2015  | Maracanã, Rio de Janeiro, Brasil                        | 1–0       | Orlando City           | 0    | 0       | Amistoso                             |
| 107.     | 19 de novembro de 2015  | Vila Belmiro, Santos, Brasil                            | 0–0       | Santos                 | 0    | 0       | Campeonato Brasileiro de 2015        |
| 108.     | 22 de novembro de 2015  | Mané Garrincha, Brasília, Brasil                        | 1–1       | Ponte Preta            | 0    | 0       | Campeonato Brasileiro de 2015        |
| 109.     | 29 de novembro de 2015  | Arena da Baixada, Curitiba, Brasil                      | 0–3       | Atlético Paranaense    | 0    | 0       | Campeonato Brasileiro de 2015        |
| 110.     | 6 de dezembro de 2015   | Maracanã, Rio de Janeiro, Brasil                        | 1–2       | Palmeiras              | 0    | 0       | Campeonato Brasileiro de 2015        |
| 111.     | 21 de janeiro de 2016   | Castelão, Fortaleza, Brasil                             | 3–3 (3–4) | Ceará                  | 0    | 0       | Troféu Asa Branca de 2016            |
| 112.     | 24 de janeiro de 2016   | Arruda, Recife, Brasil                                  | 1–3       | Santa Cruz             | 0    | 0       | Taça Chico Science de 2016           |
| 113.     | 27 de janeiro de 2016   | Mineirão, Belo Horizonte, Brasil                        | 2–0       | Atlético Mineiro       | 0    | 0       | Primeira Liga do Brasil de 2016      |
| 114.     | 30 de janeiro de 2016   | Giulite Coutinho, Mesquita, Brasil                      | 1–1       | Boavista               | 0    | 0       | Campeonato Carioca de 2016           |
| 115.     | 3 de fevereiro de 2016  | Moacyrzão, Macaé, Brasil                                | 2–0       | Macaé                  | 0    | 0       | Campeonato Carioca de 2016           |
| 116.     | 10 de fevereiro de 2016 | Raulino de Oliveira, Volta Redonda, Brasil              | 5–0       | Portuguesa da Ilha     | 0    | 1       | Campeonato Carioca de 2016           |
| 117.     | 14 de fevereiro de 2016 | São Januário, Rio de Janeiro, Brasil                    | 0–1       | Vasco da Gama          | 0    | 0       | Campeonato Carioca de 2016           |
| 118.     | 17 de fevereiro de 2016 | Kléber Andrade, Cariacica, Brasil                       | 1–0       | América Mineiro        | 0    | 0       | Primeira Liga do Brasil de 2016      |
| 119.     | 21 de fevereiro de 2016 | Mané Garrincha, Brasília, Brasil                        | 2–1       | Fluminense             | 0    | 0       | Campeonato Carioca de 2016           |
| 120.     | 24 de fevereiro de 2016 | Moacyrzão, Macaé, Brasil                                | 1–0       | Cabofriense            | 0    | 0       | Campeonato Carioca de 2016           |
| 121.     | 5 de março de 2016      | Raulino de Oliveira, Volta Redonda, Brasil              | 3–1       | Bangu                  | 0    | 0       | Campeonato Carioca de 2016           |
| 122.     | 23 de março de 2016     | Mário Helênio, Juiz de Fora, Brasil                     | 0–1       | Atlético Paranaense    | 0    | 0       | Primeira Liga do Brasil de 2016      |
| 123.     | 26 de março de 2016     | Raulino de Oliveira, Volta Redonda, Brasil              | 0–1       | Volta Redonda          | 0    | 0       | Campeonato Carioca de 2016           |
| 124.     | 30 de março de 2016     | Mané Garrincha, Brasília, Brasil                        | 1–1       | Vasco da Gama          | 0    | 0       | Campeonato Carioca de 2016           |
| 125.     | 22 de maio de 2016      | Arena do Grêmio, Porto Alegre, Brasil                   | 0–1       | Grêmio                 | 0    | 0       | Campeonato Brasileiro de 2016        |
| 126.     | 25 de maio de 2016      | Raulino de Oliveira, Volta Redonda, Brasil              | 2–2       | Chapecoense            | 0    | 0       | Campeonato Brasileiro de 2016        |
| 127.     | 29 de maio de 2016      | Moisés Lucarelli, Campinas, Brasil                      | 2–1       | Ponte Preta            | 0    | 0       | Campeonato Brasileiro de 2016        |
| 128.     | 2 de junho de 2016      | Raulino de Oliveira, Volta Redonda, Brasil              | 1–0       | Vitória                | 0    | 0       | Campeonato Brasileiro de 2016        |
| 129.     | 5 de junho de 2016      | Mané Garrincha, Brasília, Brasil                        | 1–2       | Palmeiras              | 0    | 0       | Campeonato Brasileiro de 2016        |
| 130.     | 12 de junho de 2016     | Orlando Scarpelli, Florianópolis, Brasil                | 0–1       | Figueirense            | 0    | 0       | Campeonato Brasileiro de 2016        |
| 131.     | 15 de junho de 2016     | Mineirão, Belo Horizonte, Brasil                        | 1–0       | Cruzeiro               | 0    | 0       | Campeonato Brasileiro de 2016        |
| 132.     | 19 de junho de 2016     | Mané Garrincha, Brasília, Brasil                        | 2–2       | São Paulo              | 0    | 0       | Campeonato Brasileiro de 2016        |
| 133.     | 22 de junho de 2016     | Arruda, Recife, Brasil                                  | 1–0       | Santa Cruz             | 0    | 0       | Campeonato Brasileiro de 2016        |
| 134.     | 26 de junho de 2016     | Arena das Dunas, Natal, Brasil                          | 1–2       | Fluminense             | 0    | 0       | Campeonato Brasileiro de 2016        |
| 135.     | 29 de junho de 2016     | Kléber Andrade, Cariacica, Brasil                       | 1–0       | Internacional          | 0    | 0       | Campeonato Brasileiro de 2016        |
| 136.     | 3 de julho de 2016      | Arena Corinthians, São Paulo, Brasil                    | 0–4       | Corinthians            | 0    | 0       | Campeonato Brasileiro de 2016        |
| 137.     | 10 de julho de 2016     | Mané Garrincha, Brasília, Brasil                        | 2–0       | Atlético Mineiro       | 0    | 0       | Campeonato Brasileiro de 2016        |
| 138.     | 16 de julho de 2016     | Luso Brasileiro, Rio de Janeiro, Brasil                 | 3–3       | Botafogo               | 0    | 0       | Campeonato Brasileiro de 2016        |
| 139.     | 25 de julho de 2016     | Kléber Andrade, Cariacica, Brasil                       | 2–1       | América Mineiro        | 0    | 0       | Campeonato Brasileiro de 2016        |
| 140.     | 31 de julho de 2016     | Couto Pereira, Curitiba, Brasil                         | 2–0       | Coritiba               | 0    | 0       | Campeonato Brasileiro de 2016        |
| 141.     | 3 de agosto de 2016     | Arena Pantanal, Cuiabá, Brasil                          | 0–0       | Santos                 | 0    | 0       | Campeonato Brasileiro de 2016        |
| 142.     | 6 de agosto de 2016     | Kléber Andrade, Cariacica, Brasil                       | 1–0       | Atlético Paranaense    | 0    | 0       | Campeonato Brasileiro de 2016        |
| 143.     | 13 de agosto de 2016    | Itaipava Arena Pernambuco, São Lourenço da Mata, Brasil | 0–1       | Sport                  | 0    | 0       | Campeonato Brasileiro de 2016        |
| 144.     | 21 de agosto de 2016    | Mané Garrincha, Brasília, Brasil                        | 2–1       | Grêmio                 | 0    | 0       | Campeonato Brasileiro de 2016        |
| 145.     | 28 de agosto de 2016    | Arena Condá, Chapecó, Brasil                            | 3–1       | Chapecoense            | 0    | 0       | Campeonato Brasileiro de 2016        |
| 146.     | 31 de agosto de 2016    | Kléber Andrade, Cariacica, Brasil                       | 3–1       | Figueirense            | 0    | 0       | Copa Sul-Americana de 2016           |
| 147.     | 7 de setembro de 2016   | Kléber Andrade, Cariacica, Brasil                       | 2–1       | Ponte Preta            | 0    | 0       | Campeonato Brasileiro de 2016        |
| 148.     | 10 de setembro de 2016  | Barradão, Salvador, Brasil                              | 2–1       | Vitória                | 0    | 0       | Campeonato Brasileiro de 2016        |
| 149.     | 14 de setembro de 2016  | Allianz Parque, São Paulo, Brasil                       | 1–1       | Palmeiras              | 0    | 0       | Campeonato Brasileiro de 2016        |
| 150.     | 21 de setembro de 2016  | David Arellano, Santiago, Chile                         | 1–0       | Palestino              | 0    | 0       | Copa Sul-Americana de 2016           |
| 151.     | 25 de setembro de 2016  | Kléber Andrade, Cariacica, Brasil                       | 2–1       | Cruzeiro               | 0    | 0       | Campeonato Brasileiro de 2016        |
| 152.     | 28 de setembro de 2016  | Kléber Andrade, Cariacica, Brasil                       | 1–2       | Palestino              | 0    | 0       | Copa Sul-Americana de 2016           |
| 153.     | 1 de outubro de 2016    | Morumbi, São Paulo, Brasil                              | 0–0       | São Paulo              | 0    | 0       | Campeonato Brasileiro de 2016        |
| 154.     | 9 de outubro de 2016    | Pacaembu, São Paulo, Brasil                             | 3–0       | Santa Cruz             | 0    | 0       | Campeonato Brasileiro de 2016        |
| 155.     | 13 de outubro de 2016   | Raulino de Oliveira, Volta Redonda, Brasil              | 2–1       | Fluminense             | 0    | 0       | Campeonato Brasileiro de 2016        |
| 156.     | 16 de outubro de 2016   | Beira Rio, Porto Alegre, Brasil                         | 1–2       | Internacional          | 0    | 0       | Campeonato Brasileiro de 2016        |
| 157.     | 23 de outubro de 2016   | Maracanã, Rio de Janeiro, Brasil                        | 2–2       | Corinthians            | 0    | 0       | Campeonato Brasileiro de 2016        |
| 158.     | 29 de outubro de 2016   | Mineirão, Belo Horizonte, Brasil                        | 2–2       | Atlético Mineiro       | 0    | 0       | Campeonato Brasileiro de 2016        |
| 159.     | 5 de novembro de 2016   | Maracanã, Rio de Janeiro, Brasil                        | 0–0       | Botafogo               | 0    | 0       | Campeonato Brasileiro de 2016        |
| 160.     | 16 de novembro de 2016  | Mineirão, Belo Horizonte, Brasil                        | 1–0       | América Mineiro        | 0    | 0       | Campeonato Brasileiro de 2016        |
| 161.     | 20 de novembro de 2016  | Maracanã, Rio de Janeiro, Brasil                        | 2–2       | Coritiba               | 0    | 0       | Campeonato Brasileiro de 2016        |
| 162.     | 27 de novembro de 2016  | Maracanã, Rio de Janeiro, Brasil                        | 2–0       | Santos                 | 0    | 0       | Campeonato Brasileiro de 2016        |
| 163.     | 11 de dezembro de 2016  | Arena da Baixada, Curitiba, Brasil                      | 0–0       | Atlético Paranaense    | 0    | 0       | Campeonato Brasileiro de 2016        |
| 164.     | 21 de janeiro de 2017   | Serra Dourada, Goiânia, Brasil                          | 1–2       | Vila Nova              | 0    | 0       | Amistoso                             |
| 165.     | 28 de janeiro de 2017   | Arena das Dunas, Natal, Brasil                          | 4–1       | Boavista               | 0    | 0       | Campeonato Carioca de 2017           |
| 166.     | 4 de fevereiro de 2017  | Moça Bonita, Bangu, Brasil                              | 4–0       | Nova Iguaçu            | 0    | 0       | Campeonato Carioca de 2017           |
| 167.     | 8 de fevereiro de 2017  | Mané Garrincha, Brasília, Brasil                        | 2–0       | Grêmio                 | 0    | 0       | Primeira Liga do Brasil de 2017      |
| 168.     | 16 de fevereiro de 2017 | Bezerrão, Gama, Brasil                                  | 1–0       | América Mineiro        | 0    | 0       | Primeira Liga do Brasil de 2017      |
| 169.     | 22 de fevereiro de 2017 | Arena Castelão, Fortaleza, Brasil                       | 0–0       | Ceará                  | 0    | 0       | Primeira Liga do Brasil de 2017      |
| 170.     | 8 de março de 2017      | Maracanã, Rio de janeiro, Brasil                        | 4–0       | San Lorenzo            | 0    | 0       | Copa Libertadores da América de 2017 |
| 171.     | 11 de março de 2017     | Raulino de Oliveira, Volta Redonda, Brasil              | 5–1       | Portuguesa da Ilha     | 0    | 0       | Campeonato Carioca de 2017           |
| 172.     | 15 de março de 2017     | San Carlos de Apoquindo, Santiago, Chile                | 0–1       | Universidad Católica   | 0    | 0       | Copa Libertadores da América de 2017 |
| 173.     | 22 de março de 2017     | Raulino de Oliveira, Volta Redonda, Brasil              | 3–0       | Bangu                  | 0    | 0       | Campeonato Carioca de 2017           |
| 174.     | 26 de março de 2017     | Mané Garrincha, Brasília, Brasil                        | 2–2       | Vasco                  | 0    | 0       | Campeonato Carioca de 2017           |
| 175.     | 2 de abril de 2017      | Kléber Andrade, Cariacica, Brasil                       | 1–1       | Fluminense             | 0    | 0       | Campeonato Carioca de 2017           |
| 176.     | 8 de abril de 2017      | Maracanã, Rio de Janeiro, Brasil                        | 0–0       | Vasco da Gama          | 0    | 0       | Campeonato Carioca de 2017           |
| 177.     | 12 de abril de 2017     | Maracanã, Rio de Janeiro, Brasil                        | 2–1       | Atlético Paranaense    | 0    | 0       | Copa Libertadores da América de 2017 |
| 178.     | 23 de abril de 2017     | Maracanã, Rio de Janeiro, Brasil                        | 2–1       | Botafogo               | 0    | 0       | Campeonato Carioca de 2017           |
| 179.     | 26 de abril de 2017     | Arena da Baixada, Curitiba, Brasil                      | 1–2       | Atlético Paranaense    | 0    | 0       | Copa Libertadores da América de 2017 |
| 180.     | 30 de abril de 2017     | Maracanã, Rio de Janeiro, Brasil                        | 1–0       | Fluminense             | 0    | 0       | Campeonato Carioca de 2017           |
| 181.     | 3 de maio de 2017       | Maracanã, Rio de Janeiro, Brasil                        | 3–1       | Universidad Católica   | 0    | 0       | Copa Libertadores da América de 2017 |
| 182.     | 7 de maio de 2017       | Maracanã, Rio de Janeiro, Brasil                        | 2–1       | Fluminense             | 0    | 0       | Campeonato Carioca de 2017           |
| 183.     | 13 de maio de 2017      | Maracanã, Rio de Janeiro, Brasil                        | 1–1       | Atlético Mineiro       | 0    | 0       | Campeonato Brasileiro de 2017        |
| 184.     | 17 de maio de 2017      | El Nuevo Gasómetro, Buenos Aires, Argentina             | 1–2       | San Lorenzo            | 0    | 0       | Copa Libertadores da América de 2017 |
| 185.     | 20 de maio de 2017      | Serra Dourada, Goiânia, Brasil                          | 3–0       | Atlético Goianiense    | 0    | 0       | Campeonato Brasileiro de 2017        |
| 186.     | 24 de maio de 2017      | Serra Dourada, Goiânia, Brasil                          | 2–1       | Atlético Goianiense    | 0    | 0       | Copa do Brasil de 2017               |
| 187.     | 28 de maio de 2017      | Arena da Baixada, Curitiba, Brasil                      | 1–1       | Atlético Paranaense    | 0    | 0       | Campeonato Brasileiro de 2017        |
| 188.     | 4 de junho de 2017      | Raulino de Oliveira, Volta Redonda, Brasil              | 0–0       | Botafogo               | 0    | 0       | Campeonato Brasileiro de 2017        |
| 189.     | 7 de junho de 2017      | Ilha do Retiro, Recife, Brasil                          | 0–2       | Sport                  | 0    | 0       | Campeonato Brasileiro de 2017        |
| 190.     | 11 de junho de 2017     | Ressacada, Florianópolis, Brasil                        | 1–1       | Avaí                   | 0    | 0       | Campeonato Brasileiro de 2017        |
| 191.     | 14 de junho de 2017     | Ilha do Urubu, Rio de Janeiro, Brasil                   | 2–0       | Ponte Preta            | 0    | 0       | Campeonato Brasileiro de 2017        |
| 192.     | 18 de junho de 2017     | Maracanã, Rio de Janeiro, Brasil                        | 2–2       | Fluminense             | 0    | 0       | Campeonato Brasileiro de 2017        |
| 193.     | 22 de junho de 2017     | Ilha do Urubu, Rio de Janeiro, Brasil                   | 5–1       | Chapecoense            | 0    | 0       | Campeonato Brasileiro de 2017        |
| 194.     | 25 de junho de 2017     | Arena Fonte Nova, Salvador, Brasil                      | 1–0       | Bahia                  | 0    | 0       | Campeonato Brasileiro de 2017        |
| 195.     | 28 de junho de 2017     | Ilha do Urubu, Rio de Janeiro, Brasil                   | 2–0       | Santos                 | 0    | 0       | Copa do Brasil de 2017               |
| 196.     | 2 de julho de 2017      | Ilha do Urubu, Rio de Janeiro, Brasil                   | 2–0       | São Paulo              | 0    | 0       | Campeonato Brasileiro de 2017        |
| 197.     | 8 de julho de 2017      | São Januário, Rio de Janeiro, Brasil                    | 1–0       | Vasco da Gama          | 0    | 0       | Campeonato Brasileiro de 2017        |
| 198.     | 13 de julho de 2017     | Ilha do Urubu, Rio de Janeiro, Brasil                   | 0–1       | Grêmio                 | 0    | 0       | Campeonato Brasileiro de 2017        |
| 199.     | 16 de julho de 2017     | Mineirão, Belo Horizonte, Brasil                        | 1–1       | Cruzeiro               | 0    | 0       | Campeonato Brasileiro de 2017        |
| 200.     | 19 de julho de 2017     | Ilha do Urubu, Rio de Janeiro, Brasil                   | 2–2       | Palmeiras              | 0    | 0       | Campeonato Brasileiro de 2017        |
| 201.     | 26 de julho de 2017     | Vila Belmiro, Santos, Brasil                            | 2–4       | Santos                 | 0    | 0       | Copa do Brasil de 2017               |
| 202.     | 30 de julho de 2017     | Arena Corinthians, São Paulo, Brasil                    | 1–1       | Corinthians            | 0    | 0       | Campeonato Brasileiro de 2017        |
| 203.     | 2 de agosto de 2017     | Pacaembu, São Paulo, Brasil                             | 2–3       | Santos                 | 0    | 0       | Campeonato Brasileiro de 2017        |
| 204.     | 9 de agosto de 2017     | Ilha do Urubu, Rio de Janeiro, Brasil                   | 5–0       | Palestino              | 0    | 0       | Copa Sul-Americana de 2017           |
| 205.     | 13 de agosto de 2017    | Independência, Belo Horizonte, Brasil                   | 0–2       | Atlético Mineiro       | 0    | 0       | Campeonato Brasileiro de 2017        |
| 206.     | 16 de agosto de 2017    | Nilton Santos, Rio de Janeiro, Brasil                   | 0–0       | Botafogo               | 0    | 0       | Copa do Brasil de 2017               |
| 207.     | 19 de agosto de 2017    | Ilha do Urubu, Rio de Janeiro, Brasil                   | 2–0       | Atlético Goianiense    | 0    | 1       | Campeonato Brasileiro de 2017        |
| 208.     | 30 de agosto de 2017    | Kleber Andrade, Cariacica, Brasil                       | 1–1 (4–5) | Paraná                 | 0    | 0       | Primeira Liga do Brasil de 2017      |
| 209.     | 7 de setembro de 2017   | Maracanã, Rio de Janeiro, Brasil                        | 1–1       | Cruzeiro               | 0    | 0       | Copa do Brasil de 2017               |
| 210.     | 17 de setembro de 2017  | Ilha do Urubu, Rio de Janeiro, Brasil                   | 2–0       | Sport                  | 0    | 0       | Campeonato Brasileiro de 2017        |
| 211.     | 23 de setembro de 2017  | Ilha do Urubu, Rio de Janeiro, Brasil                   | 1–1       | Avaí                   | 0    | 0       | Campeonato Brasileiro de 2017        |
| 212.     | 2 de outubro de 2017    | Moisés Lucarelli, Campinas, Brasil                      | 0–1       | Ponte Preta            | 0    | 0       | Campeonato Brasileiro de 2017        |
| 213.     | 12 de outubro de 2017   | Maracanã, Rio de Janeiro, Brasil                        | 1–1       | Fluminense             | 0    | 0       | Campeonato Brasileiro de 2017        |
| 214.     | 25 de outubro de 2017   | Maracanã, Rio de Janeiro, Brasil                        | 1–0       | Fluminense             | 0    | 0       | Copa Sul-Americana de 2017           |
| 215.     | 28 de outubro de 2017   | Maracanã, Rio de Janeiro, Brasil                        | 0–0       | Vasco da Gama          | 0    | 0       | Campeonato Brasileiro de 2017        |
| 216.     | 5 de novembro de 2017   | Arena do Grêmio, Porto Alegre, Brasil                   | 1–3       | Grêmio                 | 0    | 0       | Campeonato Brasileiro de 2017        |
| 217.     | 12 de novembro de 2017  | Allianz Parque, São Paulo, Brasil                       | 0–2       | Palmeiras              | 0    | 0       | Campeonato Brasileiro de 2017        |
| 218.     | 16 de novembro de 2017  | Couto Pereira, Curitiba, Brasil                         | 0–1       | Coritiba               | 0    | 0       | Campeonato Brasileiro de 2017        |
| 219.     | 30 de novembro de 2017  | Metropolitano, Barranquilla, Colômbia                   | 2–0       | Junior Barranquilla    | 0    | 0       | Copa Sul-Americana de 2017           |

## Títulos
Atlético Mineiro
- Campeonato Brasileiro - Série B: 2006
- Campeonato Mineiro: 2007

Palmeiras
- Copa do Brasil: 2012
- Campeonato Brasileiro - Série B: 2013

Flamengo
- Campeonato Carioca: 2014, 2017

## Prêmios individuais
- Troféu Telê Santana -  Melhor volante: 2006
- Troféu Guará -  Melhor volante: 2006[37]
- Seleção de estatísticas do Campeonato Brasileiro - Série B 2013 (2° em numero de Passes Certos/ 1° em inversão de jogo correta)
- Seleção de estatísticas do Campeonato Carioca de 2016 pelo site Lance![38]
- Seleção da 3° rodada da Taça Rio de 2017 pelo site FutRio[39]
- Seleção do Campeonato Carioca de 2017 pelo site GloboEsporte.com
- Seleção de estatísticas da fase de grupos da Primeira Liga 2017 pelo site Lance![40]
- Seleção de estatísticas da Primeira Liga de 2017 pelo site Lance![41]
- Seleção de estatísticas da 5° rodada da Copa Libertadores de 2017 pelo site Lance! (1° em roubadas de bola/ 1° em passes certos)[42]
- Seleção de estatísticas da 11° rodada do Campeonato Brasileiro de 2017 pelo site Footstats[43]